# Нортвілл (округ Фултон, Нью-Йорк)
Нортвілл (англ. Northville) — селище (англ. village) в США, в окрузі Фултон штату Нью-Йорк. Населення — 993 особи (2020).

## Географія
Нортвілл розташований за координатами 43°13′25″ пн. ш. 74°10′11″ зх. д. / 43.22361° пн. ш. 74.16972° зх. д. (43.223557, -74.169592). За даними Бюро перепису населення США в 2010 році селище мало площу 3,58 км², з яких 2,69 км² — суходіл та 0,89 км² — водойми.

## Демографія
Згідно з переписом 2010 року, у селищі мешкало 1099 осіб у 477 домогосподарствах у складі 298 родин. Густота населення становила 307 осіб/км². Було 581 помешкання (162/км²).
Расовий склад населення:
| - 96,7 % — білих - 0,6 % — чорних або афроамериканців - 0,6 % — азіатів - 0,1 % — вихідців з тихоокеанських островів |

До двох чи більше рас належало 1,3 %. Частка іспаномовних становила 1,9 % від усіх жителів.
За віковим діапазоном населення розподілялося таким чином: 22,3 % — особи молодші 18 років, 56,9 % — особи у віці 18—64 років, 20,8 % — особи у віці 65 років та старші. Медіана віку мешканця становила 43,7 року. На 100 осіб жіночої статі у селищі припадало 86,0 чоловіків; на 100 жінок у віці від 18 років та старших — 86,9 чоловіків також старших 18 років.
Середній дохід на одне домашнє господарство становив 60 975 доларів США (медіана — 47 875), а середній дохід на одну сім'ю — 75 102 долари (медіана — 63 333). Медіана доходів становила 34 833 долари для чоловіків та 32 778 доларів для жінок. За межею бідності перебувало 12,3 % осіб, у тому числі 15,4 % дітей у віці до 18 років та 1,8 % осіб у віці 65 років та старших.
Цивільне працевлаштоване населення становило 452 особи. Основні галузі зайнятості: освіта, охорона здоров'я та соціальна допомога — 33,2 %, роздрібна торгівля — 15,9 %, науковці, спеціалісти, менеджери — 10,2 %, виробництво — 10,2 %.

## Цікавинки
В містечку відбуваються події епізоду «Цілком таємно» «Час летить».